# Michigan (teritoriu SUA)

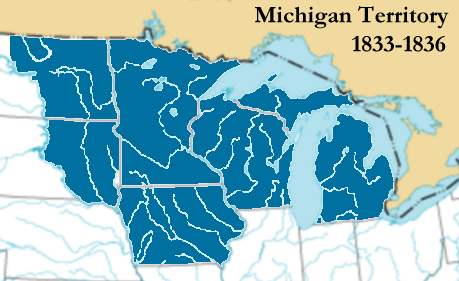
Teritoriul Michigan la maxima sa extindere din 1834.

Teritoriul Michigan, conform originalului, Michigan Territory, a fost un teritoriu organizat al Statelor Unite, la începutul secolului al 19-lea, care a ființat ca entitate teritorială între 30 iunie 1805 și 26 ianuarie 1837, când teritoriul a fost acceptat sub numele de statul Michigan, devenind cel de-al 26-lea stat al Uniunii.  Orașul Detroit, astăzi în statul Michigan, a fost capitala sa teritorială.

## Istorie și guvernare

### Pre-istorie

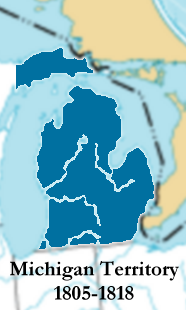
Între 1805 și 1818, granița estică a teritoriului a fost o linie prin Lake Michigan.

După sosirea europenilor, suprafața care urma să devină Michigan Territory a fost inițial sub controlul Franței iar apoi sub controlul Marii Britanii.  În perioada imediat următoare American Revolutionary War, mai multe state au avut pretenții teritoriale asupra teritoriilor la vest de linia graniței celor treisprezece state originare ale Statelor Unite.  Spre exemplu, în 1779, statul Virginia a creat comitatul Illinois, cunoscut și ca Illinois Country, o zonă care avea limite foarte largi, cuprinzând toată suprafața la est de Mississippi River, la nord de Ohio River, respectiv la vest de Appalachian Mountains.
Oricum, în ciuda acestei rapide "anexări pe hârtie", pentru tot felul de motive reale și pragmatice, guvernul comitatului nu a exercitat niciodată controlul său administrativ decât asupra unei suprafețe foarte restrânse care se limita la o zonă conținând câteva vechi așezăminte ale francezilor aflate de-a lungul unor râuri importante.  Alte state originare, incluzând New York, Connecticut și Massachusetts, au avut pretenții teritoriale a ceea ce urma să devină Teritoriul și mai apoi statul Michigan.

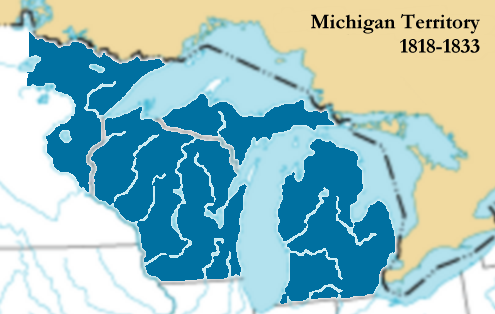
Between 1818 and 1833, Illinois and Indiana became states and the unincorporated land from their territories, plus a handful of other townships, were made part of Michigan.

Diferite state ale Uniunii au renunțat ulterior, în 1787, la pretențiile lor teritoriale permițând Congresului Continental să creeze Northwest Territory.  Regiunea care urma să devină Michigan a fost inițial teritoriu neorganizat.  La 20 iunie 1790 a fost fondat Knox County, care avea ca granițe jumătatea părții vestice a sudului peninsulei Michigan și cea mai mare parte a părții superioare a acesteia.
În 1792, limitele Comitatului Hamilton, Ohio, fuseseră extinse pentru a include porțiunile estice ale teritoriului Michigan care nu fuseseră incluse în Knox County.  În ziua de 15 august 1796]], s-a creat Comitatul Wayne (astăzi în statul Michigan) din fostele comitate Knox și Hamilton.  Atunci comitatul combinat cuprindea cea mai mare parte a suprafeței care urma să devină Michigan Territory. dar și porțiuni care urmau să intre în componena statelor de astăzi Ohio, Indiana, Illinois și Wisconsin.

### Organizare

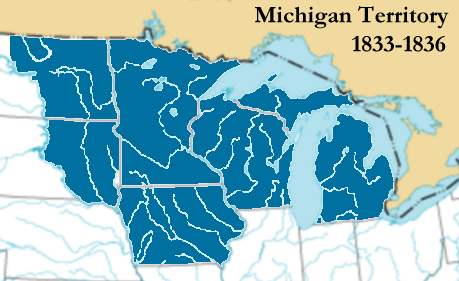
Between 1833 and 1836, all the remnants of the old Northwest were part of Michigan as well as portions of the Louisiana Purchase.

Teritoriul Michigan a fost înființat printr-o lege adoptată de Congresul Statelor Unite ale Americii la 11 ianuarie 1805, în vigoare din 30 iunie 1805. Legea definea teritoriul ca toată zona din Teritoriul Indiana care este situată la nord de linia trasată la est de la  extrema sudică a lacului Michigan pâna la punctul unde aceasta va întâlni lacul Eire, și la est de o linie trasată de la numita extremă sudică, prin mijlocul lacului Michigan, spre extremitatea sa nordică, și mai departe spre frontiera de nord a Statelor Unite.Primul guvernator al teritoriului, William Hull, a desființat comitatul Wayne inființând noi districte, concepute de el, dar acestea au avut o viață scurtă. Lewis Cass a devenit guvernator în 1815, a anulat lucrările lui Hull și a inființat o a treia reîncarnare a comitatului Wayne, acesta incluzând acum toate pământurile din Teritoriul Michigan cedate de amerindieni prin Tratatul de la Detroit din 1807.

## Achizițiile teritoriale
Regiunea care a devenit statul Michigan a fost inițial teritoriu britanic, cedat în 1783 Statelor Unite. Pământul însă era în proprietatea băștinașilor. Majoritatea terenurilor au fost obținute de la acestia prin concesiuni, forță, sau alte diferite metode. Locuitorii zonei dinaintea colonizarii erau membri ai triburilor amerindiene Ottawa, Potawatomi, Ojibwa și Wyandot. Tratatele prin care s-au cedat pământurile au fost semnate între 1795, Tratatul de la Greenville și 1842, Tratatul de la La Pointe.Alte tratate notabile au fost cel al guvernatorului Hull din 1808, Tratatul de la Saginaw din 1819, Tratatele de la Chicago (1821, 1833), Misiunea Carey în 1828, Tratatul de la Washington în 1836 și un al doilea tot la Washington în 4 ianuarie, 1837.

## Populația teritoriului
Datele recensământului nu cuprind majoritatea americanilor nativi ai Statelor Unite ale Americii, numiți in Constituția SUA ca "indieni netaxați" (Articolul I, Secțiunea 2). În 1800, întreaga parte de Nord-Vest avea 43.365 locuitori.
Potrivit Decretului de Nord-Vest, un teritoriu putea cere suveranitatea statală după ce depășea 60.000 de locuitori.
| An   | Populație |
| ---- | --------- |
| 1810 | 4.762     |
| 1820 | 8.896     |
| 1830 | 31.639    |
| 1834 | 87.273    |
| 1840 | 212.267   |

## Guvernatori teritoriali
- William Hull (1805-1813)
- Lewis Cass (1813-1831)
- George B. Porter (1831-1834)
- Stevens T. Mason (1834-1835)
- John S. Horner (1835-1836)